# Богодінц
Богодінц (рум. Bogodinț) — село у повіті Караш-Северін в Румунії. Входить до складу комуни Саска-Монтане.
Село розташоване на відстані 354 км на захід від Бухареста, 48 км на південь від Решиці, 101 км на південь від Тімішоари.

## Населення
За даними перепису населення 2002 року у селі проживали 192 особи, усі — румуни. Усі жителі села рідною мовою назвали румунську.